# Арена дас Дунас
Арена дас Дунас (на португалски: Arena das Dunas) е стадион в Натал, Бразилия, един от стадионите домакини на Световното първенство по футбол 2014.